# Altair (Cinecittà World)
CCW-0204
Pour les articles homonymes, voir Altair.
Altair CCW-0204 sont des montagnes russes assises du parc Cinecittà World, situé à Castel Romano, dans la Municipio IX de Rome en Italie.

## Description
Les affiches commerciales accolent au nom Altair CCW-0204 le sous-titre « Back to Earth ». Le scénario de l'attraction est le suivant : « Le navire Altair CCW-0204 revient sur Terre. Celle-ci avait été abandonnée des êtres humains, partis coloniser les planètes du système stellaire d'Alpha Centauri à la fin du XXIIe siècle et durant plus de quatre millénaires. Après un long voyage interstellaire, l'équipage de l'astronef découvre à son retour que la Terre est devenue un tout nouveau monde luxuriant et peuplé par une nouvelle race d'insectes. Beaucoup de questions se posent à leur sujet ».

## Parcours
Le train quitte la gare pour entamer le lift. Arrivé en haut, le train s'élance dans la première descente en courbe. Arrivé en bas, le train entame le looping vertical, puis un petit camelback (ou bunny hop) et un cobra roll. Après, le train fait deux corsckrews, remonte vers la gauche, et fait quatre heartline rolls à la suite. Un virage à gauche, un heartline roll et c'est le retour en gare. 
Ce modèle est quasiment identique au modèle initial Colossus de Thorpe Park, seule la première partie du circuit est différente. Le modèle anglais débute par une pré-drop suivit d'un virage avant la première descente.

## Éléments
Éléments :
- Looping vertical
- Cobra roll
- Double Corsckrews
- Quad[3] Heartline Rolls (Quad Zero−G−Heart Roll)
- Heartline Roll (Zero−G−Heart Roll).

## Trains et sécurité
Altair CCW-0204 a deux trains comptant chacun six wagons et 24 passagers, assis par rangs de deux. Le débit s'élève alors à 1 200 passagers par heure.
Bien que le parcours comporte des inversions, les trains utilisent un système de barres de sécurité individuelles (protection au niveau du bas-ventre) et non un harnais passant par-dessus les épaules comme on en trouve sur les montagnes russes à inversions.

## Restrictions
Les usagers de l'attraction doivent être âgés de 12 ans au minimum et mesurer entre 1,40 mètre et 1,95 mètre maximum.